# 소에지마 시게노리
소에지마 시게노리(副島 成記, 1974년 2월 24일~)는 일본의 캐릭터 아티스트로, 아틀러스의 롤플레잉 비디오 게임 《페르소나》 시리즈 작업으로 가장 잘 알려져 있다. 아틀러스 입사 후 여러 게임에서 보조적인 역할을 맡았으며, 2006년 《여신전생 페르소나 3》부터 멘토인 가네코 가즈마의 뒤를 이어 시리즈 아트 디렉터를 맡았다.

## 초기 경력
시게노리 소에지마는 1974년 2월 24일 가나가와현에서 태어났다. 가족은 아버지의 사무실 업무로 인해 어린 시절 자주 이사했다. 태어난 지 한 달 후, 그의 가족은 마치다시로 이사했고, 이후 후쿠오카현으로, 그리고 다시 마치다시로, 이후 스기나미구로 이사했다. 후쿠오카현에서 소에지마는 유치원에 다녔다. 그곳에서 그는 그림에 대한 흥미를 키웠고, 자신이 좋아했던 만화 시리즈인 도라에몽의 캐릭터를 베끼면서 실력을 연습했다. 초등학교 1학년 때 가족이 다시 이사하면서 잦은 환경 변화에 불안감을 느꼈고, 친구를 사귀지 못해 약간 내성적으로 변했다. 이 시기에 그림 그리기는 그에게 위안이 되는 활동이 되었다. 이 초기 그림들을 위해 소에지마는 수첩과 볼펜을 사용했다. 결국 그는 초등학교에서 도라에몽에 대한 열정을 공유하고 만화가 경력을 추구하는 데 격려해 준 친구들을 사귀었다.
중학교 시절, 소에지마는 당시 비디오 게임에 대한 애정을 키웠다. 그가 본 게임 중 하나는 친구가 추천한 진 여신전생 II였다. 이것과 바람계곡의 나우시카의 상세한 애니메이션을 본 것이 그의 미래 야망과 캐릭터 디자인에 영향을 미쳤다. 추천을 받아 그는 중학교 교육을 마친 후 타마 미술대학에 입학하여 높은 성적을 받았다. 그곳에서 그는 만화와 함께 그림을 실험하기 시작했으며, 이제는 애니메이터이자 캐릭터 디자이너로서의 경력을 추구하고자 했다. 2학년 때 그는 아르바이트를 하며 번 돈으로 게임을 하기 위한 첫 PC를 구입했고, 이는 그에게 큰 영향을 미쳤다. 고등학교 3학년 때 그는 도쿄 예술대학에서 그림을 전문적으로 훈련하기 시작했고, 이후 미술 대학에 합격하지 못해 도쿄 디자인 아카데미 일러스트레이션 학과에 입학했다. 이때 그는 일러스트레이션 분야에서 전문적인 경력을 추구하기로 결정했다.

## 아틀러스 입사
그는 졸업 후 아틀러스에 고용되었는데, 이는 면접 중 스튜디오의 아트 디렉터인 가네코 가즈마에게 깊은 인상을 주었기 때문이었다. 아틀러스에서의 첫 작업은 스티커 사진 기계용 픽셀 아트를 만드는 것이었다. 소에지마의 다음 몇몇 프로젝트는 가네코의 지휘 아래 보조적인 작업을 포함했다. 이 역할에서 소에지마는 진 여신전생 데빌 서머너, 여신이문록 페르소나, 카르티아: 운명의 말에서 작업했으며, 처음 세 개의 진 여신전생 게임의 플레이스테이션 이식작을 감독하는 보조적인 역할도 맡았다. 그는 데빌 서머너: 소울 해커즈, 페르소나 2 게임인 이노센트 신과 이터널 퍼니시먼트의 서브 캐릭터 디자이너로 활동했으며, 진 여신전생 III: 녹턴의 그래픽 작업에 참여했다. 그의 첫 아트 디렉터 및 캐릭터 디자이너 직책은 아틀러스의 플레이스테이션 2 전략 게임 스텔라 데우스였다. 회사 내 소문으로 이 직책에 대해 들은 후 열정적으로 이 작업을 추구했지만, 처음에는 많은 작업을 해야 했고 자신의 그림 스타일을 아직 다듬지 못했기 때문에 압도당했다. 재미로 그림을 그렸던 시절을 되돌아보면서 그는 자신의 그림 스타일을 확립할 수 있었다.
여신전생 페르소나 3를 위해 가네코는 소에지마에게 페르소나 시리즈의 아트 디렉션을 맡겼는데, 가네코는 소에지마가 디자이너로서 성장하기를 원했기 때문이었다. 나중에 진행된 인터뷰에서 소에지마는 가네코를 존경하고 흠모하지만, 그의 작업을 의식적으로 모방하지는 않았으며, 결국 페르소나 시리즈 팬들을 만족시키는 역할에 정착하여 가네코의 작업을 참고하기보다는 새로운 것을 창조한다는 생각으로 캐릭터 디자인에 접근했다고 말했다. 소에지마는 시리즈 팬덤을 실망시키고 싶지 않았기 때문에 캐릭터를 디자인할 때 어느 정도 압박감을 느꼈다. 목표는 여신전생 팬들이 페르소나 시리즈를 지지한 것에 대해 만족감을 느끼게 하는 것이었다. 소에지마는 페르소나 3 FES를 위해 캐릭터 메티스를 디자인하기 위해 돌아왔다. 그는 여러 페르소나 스핀오프 게임과 캐서린 (2011), 메타포: 리판타지오 (2024)에서도 이 역할을 다시 맡았다.

## 디자인 및 영향
소에지마의 디자인과 경력에 영향을 준 요소로는 후지코 후지오의 작품, 만화 및 애니메이션 프랜차이즈 기동경찰 패트레이버, 그리고 스트리트 파이터 II: 더 월드 워리어와 같은 비디오 게임이 있다. 캐릭터 디자인을 위해 소에지마는 자신이 만났거나 본 실제 사람들을 사용하며, 그들의 외모가 성격에 대해 무엇을 말하는지 살펴본다. 만약 그의 디자인이 자신이 본 사람들과 너무 가깝다면, 그는 그 사람의 성격을 염두에 두고 거친 스케치를 한다. 스텔라 데우스 작업에서 소에지마는 게임의 판타지 배경에 적합한 느낌을 내기 위해 브러시를 사용했다. 페르소나 3에서도 브러시로 시작했지만, 배경과 맞지 않는다고 느껴 셀 셰이딩으로 전환했으며, 이는 나중에 페르소나 4에도 사용되었다.
페르소나 3과 페르소나 4의 그의 디자인은 상당히 다르다. 그는 페르소나 3을 환상적인 만화와 미학적으로 유사하다고 생각하며, 메카와 같은 페르소나의 사용과 미츠루의 화려한 스타일링을 언급했다. 반면 페르소나 4의 배경은 환경과 캐릭터 디자인이 훨씬 더 현실적이었다. 소에지마의 견해로는 페르소나 5는 페르소나 4의 아트 스타일에서 자연스러운 진화였다. 세계수의 미궁 시리즈와의 연관성 때문에 치비 스타일로 처음 작업한 페르소나 Q 작업에서 소에지마는 팬들이 캐릭터에 대해 어떻게 느끼는지 고려했다. 그의 디자인 기술의 핵심 부분은 캐릭터를 돋보이게 하는 요소를 찾고, 재디자인 후에도 알아볼 수 있도록 해당 특징을 조정하는 것이었다.
페르소나 시리즈 작업 중에 소에지마는 게임의 미학과 주제를 설명하기 위해 핵심 색상을 사용했다. 예를 들어, 페르소나 3은 어두운 분위기와 진지한 캐릭터를 가지고 있었기 때문에 이러한 요소와 도시 배경을 반영하기 위해 주 색상으로 파란색이 선택되었다. 반면 페르소나 4는 더 밝은 톤과 캐릭터를 가지고 있었고 살인 미스터리 플롯을 가지고 있었기 때문에 더 밝은 톤을 나타내고 "경고" 신호를 연상시키기 위해 노란색이 선택되었다. 페르소나 5는 이전 페르소나 타이틀과 대조되는 거친 느낌을 전달하고 게임의 스토리 테마와 연관시키기 위해 빨간색을 사용했다. 2014년, 소에지마는 페르소나 3이 시리즈에서 가장 좋아하는 작품이며, 아이기스가 가장 좋아하는 캐릭터라고 말했다.

## 작품
| 연도 | 제목                                     | 역할                            | 참고   |
| ---- | ---------------------------------------- | ------------------------------- | ------ |
| 1995 | 진 여신전생 데빌 서머너                  | 픽셀 아트                       | [ 2 ]  |
| 1996 | 여신이문록 페르소나                      | 아트, 컷신                      | [ 2 ]  |
| 1997 | 데빌 서머너: 소울 해커즈                 | 캐릭터 인물화, 아이템 그래픽    | [ 2 ]  |
| 1998 | 카르티아: 운명의 말                      | 배경 아트                       | [ 2 ]  |
| 1999 | 페르소나 2: 이노센트 신                  | 캐릭터 인물화, 배경 아트        | [ 2 ]  |
| 2000 | 페르소나 2: 이터널 퍼니시먼트            | 캐릭터 인물화, 배경 아트        | [ 11 ] |
| 2001 | 진 여신전생                              | 품질 관리                       | [ 2 ]  |
| 2002 | 진 여신전생 II                           | 감독                            |        |
| 2002 | 진 여신전생 If...                        | 감독                            |        |
| 2003 | 진 여신전생 III: 녹턴                    | 설정 컨셉, 이벤트 제작          | [ 2 ]  |
| 2004 | 스텔라 데우스                            | 아트 디렉터, 캐릭터 디자인      | [ 2 ]  |
| 2004 | Haisenjyou no Aria                       | 삽화 (장편 소설)                | [ 2 ]  |
| 2006 | 여신전생 페르소나 3                      | 아트 디렉터, 캐릭터 디자인      | [ 2 ]  |
| 2007 | 페르소나 3 FES                           | 아트 디렉터, 캐릭터 디자인      | [ 2 ]  |
| 2007 | 어나더 센츄리 에피소드 3: 더 파이널      | 캐릭터 디자인                   | [ 2 ]  |
| 2008 | 페르소나: 트리니티 소울                  | 캐릭터 디자인                   | [ 12 ] |
| 2008 | 여신전생 페르소나 4                      | 아트 디렉터, 캐릭터 디자인      | [ 2 ]  |
| 2009 | 페르소나 3 포터블                        | 아트 디렉터, 캐릭터 디자인      | [ 2 ]  |
| 2009 | 모모이로 타이센 파이론                   | 캐릭터 디자인                   | [ 2 ]  |
| 2011 | 캐서린                                   | 아트 디렉터, 캐릭터 디자인      | [ 5 ]  |
| 2012 | 페르소나 4 골든                          | 아트 디렉터, 캐릭터 디자인      | [ 13 ] |
| 2012 | 페르소나 4 아레나                        | 아트 디렉터, 캐릭터 디자인      | [ 14 ] |
| 2013 | 페르소나 4 아레나 울티맥스               | 아트 디렉터, 캐릭터 디자인      | [ 14 ] |
| 2014 | 페르소나 Q: 섀도우 오브 더 래버린스      | 아트 디렉터, 캐릭터 디자인      | [ 9 ]  |
| 2015 | 여신전생 페르소나 4 댄싱 올나이트        | 아트 디렉터, 캐릭터 디자인      | [ 15 ] |
| 2016 | 페르소나 5                               | 캐릭터 디자인                   | [ 8 ]  |
| 2018 | 페르소나 3 댄싱 문 나이트                | 캐릭터 디자인                   | [ 16 ] |
| 2018 | 페르소나 5 댄싱 스타 나이트              | 캐릭터 디자인                   | [ 16 ] |
| 2019 | 캐서린: 풀 바디                          | 캐릭터 디자인                   | [ 17 ] |
| 2019 | 페르소나 5 더 로열                       | 캐릭터 디자인                   | [ 18 ] |
| 2019 | 신 사쿠라 대전                           | 캐릭터 디자인 (하쿠슈 무라사메) | [ 19 ] |
| 2020 | 페르소나 5 스크램블 더 팬텀 스트라이커즈 | 캐릭터 디자인                   | [ 20 ] |
| 2024 | 메타포: 리판타지오                       | 캐릭터 디자인                   | [ 6 ]  |
| 2024 | 페르소나 5: 더 팬텀 X                    | 주인공 디자인                   | [ 21 ] |